# نقاشی قهوه‌خانه‌ای

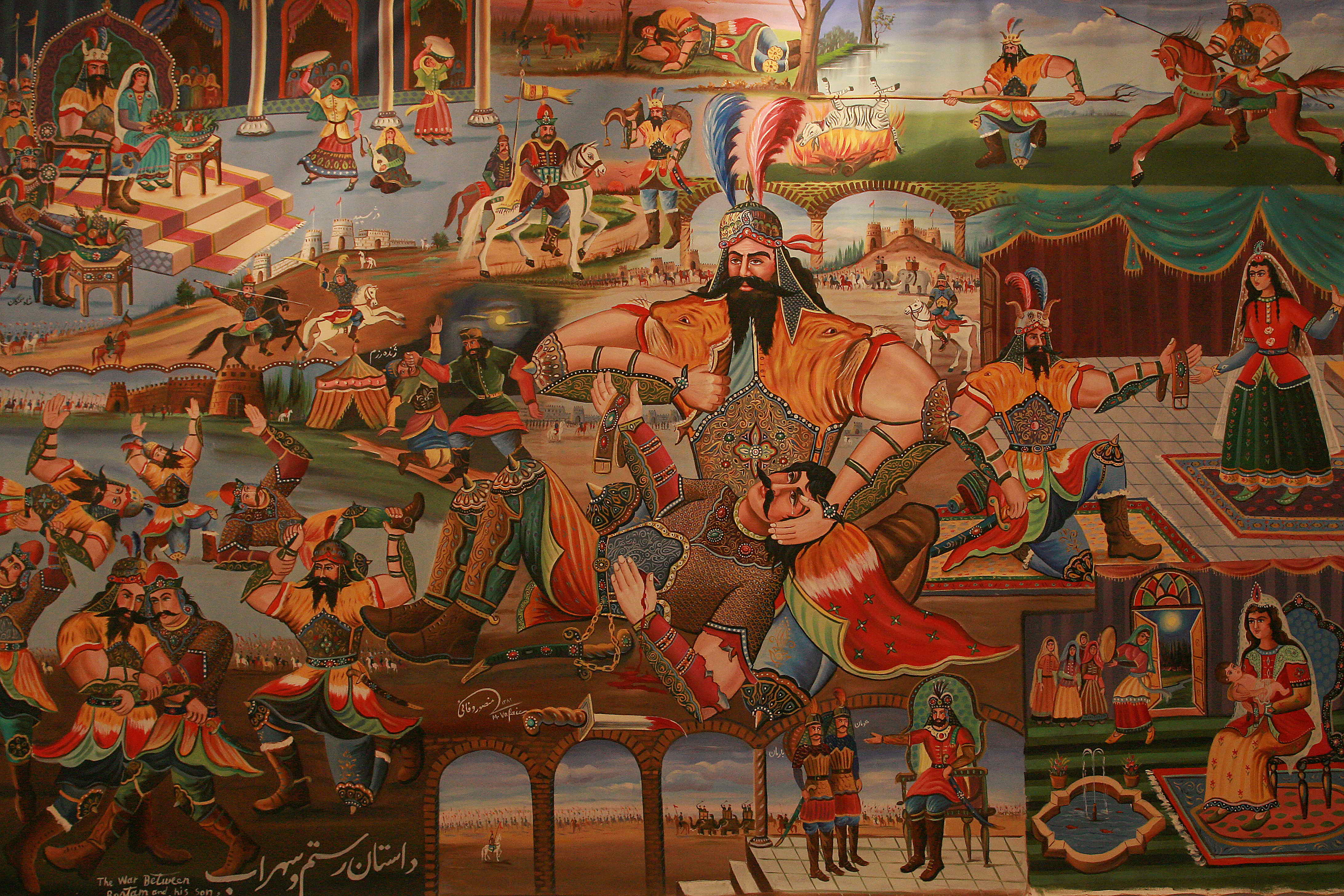
نگارگری قهوه‌خانه‌ای، داستان رستم و سهراب اثر منصور وفایی

منصور وفایی، نگارگر قهوه‌خانه‌ای و عضو امنای بنیاد فردوسی

نقاشی قهوه‌خانه‌ای شیوه‌ای از نقاشی ایرانی است. این نقاشی، نقاشی روایی رنگ روغنی با درون‌مایه‌های رزمی، مذهبی و بزمی است که در اواخر قاجار و اوایل پهلوی هم‌زمان با جنبش مشروطهٔ ایران، اوج گرفت. نمونه‌های قابل توجهی از آثار هنرمندان نقاشی قهوه‌خانه‌ای در موزهٔ رضا عباسی نگهداری می‌شود.

## پیشینه
مبدأ این هنر، سنت قصه‌خوانی و مرثیه‌سرایی و تعزیه‌خوانی در ایران است که پیشینهٔ آن به سده‌ها پیش از ایجاد قهوه‌خانه‌ها و چای‌خانه‌ها می‌رسد. این نقاشی به دست هنرمندانی مکتب ندیده پدیدار شد.
در اواخر دوران قاجار و اوایل پهلوی هم‌زمان با جنبش مشروطهٔ ایران، این هنر ایرانی اوج گرفت. پس از آن در دهه‌های ۱۳۲۰ و ۱۳۳۰ خورشیدی، این شیوه مورد توجه هنرمندان مدرنیست ایرانی قرار گرفت. در شناساندن این هنر و هنرمندان آن مارکو گریگوریان(ارمنی: Մարկոս Գրիգորեան); نقش مهمی داشت. مارکو با گردآوری آثار نقاشی قهوه‌خانه آنها را به دنیای هنر معرفی کرد. مارکو، تنها بازماندگان نقاشی قهوه‌خانه‌ای را در تهران یافت و از طریق سفارش پرده‌های نقاشی از آن‌ها حمایت نمود تا دوباره نقاشی را شروع کنند.

## درون‌مایه
درون‌مایهٔ این شیوهٔ نقاشی موضوعات رزمی، مذهبی و بزمی بوده‌است. نقاشی قهوه‌خانه در تاریخ نقاشی ایران پدیده‌ای نوظهور بوده که تلفیقی از ارزش‌های مذهبی و میهنی ایرانیان است و بیش‌تر دارای نقش‌هایی از حماسه‌های جانبازی و ایثار پیشوایان دینی ایرانیان و امامان شیعه، و نیز پهلوانان ملی ایران می‌باشد. درون‌مایهٔ بسیاری از این نقاشی‌ها حادثهٔ عاشورا و حکایات شاهنامه است که بر دیوارها نقاشی شده‌است.
پیرامون جنبهٔ احساسی و عشق و احساسات این هنرمندان، سایت هنر اسلامی چنین آورده‌است:
نقاشی قهوه‌خانه، بازتابی اصیل و صادق از هنر هنرمندانی عاشق، تنها و دلسوخته‌است. هنرمندانی مظلوم و محروم از تبار مردم ساده دل و آیینه صفت کوچه و بازار، آنانی که از پس قرنها سکوت، زیر سقف تاریک قهوه‌خانه‌ها در خلوت عارفانه تکیه‌ها و حسینیه‌ها، در سر هر کوی و برزنی، چشم در چشم مردم دوختند و در محفل پر انس و الفت آنان، بغض معصومانه‌شان را یکباره شکستند. در ستایش راستی‌ها و مردانگی‌ها نقشها زدند و حکایت کژیها و پلیدیها کردند. رنگ سرخی نشاندند بر تن بوم و دیوار که گویی لخته لخته خونهای خشکیده مظلومیتهای از یاد رفته بود و رنگ سبزی گزیدند به پاس یاد بهار سر سبز و پر طراوت روح و اندیشه راستان و آزادگانی که در جان و دل و خیال و باور مردم قرنهای قرن، نسل به نسل، سینه به سینه، تا به روزگارشان به یادگار مانده بود و چه جاودانه و همیشه پایدار و ماندنی.

## نقاشی قهوه‌خانه و شرایط سیاسی
با تولد جنبش مشروطیت، همگام با بیداری افکار عامه و رشد و تعالی اندیشه‌های آزادیخواهانه، این هنر مردمی به یکباره جانی تازه می‌گیرد. نقش داستان‌های حماسی و مبارزات آزادیخواهانهٔ مذهبی و میهنی، به وسیله‌ای برای آگاهی و ایجاد حس مبارزه در مردم تبدیل می‌شود و در همین دوران است که این هنر به اوج خود می‌رسد. مداحان و نقالان، در حسینیه‌ها و تکیه‌ها و قهوه‌خانه‌های رو به رشد پایتخت (تهران) و دیگر شهرها، سهمی به سزا در حفظ این بیداری داشتند.

## تجلی شاهنامه در نقاشی قهوه‌خانه‌ای
شاهنامه فردوسی، فخیم‌ترین حماسه ایرانیان است. همان‌طور که شاهنامه فردوسی در زمانی تنظیم شد که مردم ایران از تسلط کارگزاران متعصب و ترکان تازه‌وارد بر مقدرات خود رنج می‌بردند. نقاشی قهوه‌خانه‌ای نیز در برهه‌ای از زمان شکل گرفت که توده مردم از رخنه و نفوذ دو ابرقدرت سیاسی هم‌زمان خود (روسیه و بریتانیا) بر ایران به ستوه آمده بودند؛ بنابراین برای حفظ وحدت ملی و جلوگیری تأثیرات بیش از حد هنر بیگانگان بر فرهنگ و هنر ایران به خصوص نقاشی گرایش به مضامین حماسی شاهنامه فردوسی پیدا کردند و این تمایل با انقلاب مشروطیت شدت یافت.
تجلی شاهنامه در مضمون‌های حماسی به وضوح در نقاشی قهوه‌خانه‌ای دیده می‌شود. به خصوص در صحنه‌هایی نظیر نبرد رستم و سهراب، نبرد رستم و اشکبوس و دیگر قهرمانی‌های شاهنامه‌ای.
نقاشان مشهور سبک قهوه‌خانه‌ای:
از نقاشان مشهور سبک قهوه‌خانه‌ای، حسین قوللر آقاسی و محمد مدبر قابل ذکر است که حسین قوللر آقاسی سردمدار نقاشی‌هایی با مضمون حماسی و محمد مدبر را سردمدار نقاشی‌هایی با مضمون مذهبی دانسته‌اند. مارکو گریگوریان از ارزش و اهمیت نقاشی قهوه‌خانه‌ای و علی‌الخصوص جایگاه ارزشمند نخستین بانیان آن - حسین قوللر آقاسی و محمد مدبر - به خوبی آگاه بود و با گردآوری آثار استادان این شیوه نقاشی - از قهوه‌خانه‌ها و از گوشه و کنار کشور نمایشگاهی در «خانه ایران» پاریس ترتیب داد که سخت مورد استقبال قرار گرفت و سپس توسط موزهٔ نگارستان تهران خریداری گردید. بدین ترتیب نقاشی قهوه‌خانه به عنوان یکی از شاخه‌های هنرهای تجسمی در فرهنگ مردمی ما، توجه عموم را برانگیخت.
رواج نقاشی قهوه‌خانه‌ای برای عوام:
یکی از سبک‌های نقاشی که شاهنامه فردوسی در شکل‌گیری آن تأثیر بسزایی داشته، نقاشی قهوه‌خانه‌ای است که از اواخر دوره زندیه و اوایل دوره قاجاریه وارد عرصه نقاشی ایران شده‌است. نقالی از پیش از اسلام به خصوص در دوره ساسانیان در دربار پادشاهان رواج داشته که معمولاً همراه موسیقی بوده‌است. در سه قرن اولیه اسلام، کار نقالان بیان داستان‌های حماسی و ملی گذشته ایران با همان سبک و سیاق دوره ساسانیان بوده‌است اما بدون همراهی موسیقی. با سروده شدن و به نظم درآوردن شاهنامه توسط حکیم طوس نقالان دوره‌های بعد به ویژه مغولی، ایلخانی، و تیموری به بیان داستان‌های حماسی و شبه حماسی و شاهنامه خوانی با توجه به مضامین شاهنامه فردوسی روی آوردند. با رواج یافتن قهوه‌خانه در دوره صفوی به خصوص در زمان شاه طهماسب که اولین قهوه‌خانه ایران در قزوین پایه‌گذاری شد، کار نقالی و شاهنامه خوانی به قهوه‌خانه‌ها کشیده شد. در ابتدا قهوه‌خانه اختصاص به دربار داشت. این روند تا اوایل دوره قاجار ادامه پیدا کرد تا این که در دوره قاجار به ویژه دوره سلطنت ناصرالدین شاه به علت ساخت و ساز زیاد و ایجاد قهوه‌خانه در هر کوی و بر زنی جنبه عمومی پیدا کرد، به‌طوری‌که اقشار مختلف جامعه می‌توانستند در آن جا حضور یابند. در این شرایط بود که کار نقالان نیز به قهوه‌خانه‌ها کشیده شد و قهوه چی‌ها نیز از این وضعیت برای جذب مشتری به نفع خود استفاده بردند.
شاهنامهٔ فردوسی برای حفظ فرهنگ ایرانی در نقاشی قهوه‌خانه‌ای:
جو حاکم بر اوضاع اجتماعی و سیاسی ایران حاکی از نفوذ فرهنگ و هنر فرهنگی در ایران بود. این روابط به تبع باعث تأثیرپذیری هنر ایران به خصوص نقاشی از نقاشی فرنگی شد که شروع این تأثیرپذیری به اواخر دوره صفوی و سلطنت شاه عباس دوم (که محمد زمان را برای فراگرفتن نقاشی به ایتالیا می‌فرستد) بر می‌گردد. این روال در دوره قاجار با توجه به اوضاع و شرایط سیاسی و اجتماعی حاکم به اوج خود می‌رسد. در این زمان عده‌ای از نقاشان ایرانی برخاسته از بطن جامعه از وضعیت فرنگی‌مآب حاکم بر جامعه هنری عهد قاجار رنج می‌بردند و نقطه ضعف شرایط حاکم را عدم توجه به فرهنگ غنی ایران و هویت ملی دانسته‌اند. به‌طوری‌که فرنگی‌ها از این موقعیت استفاده کرده و سعی در قطع ارتباط ایرانیان با فرهنگ و تاریخ حماسی گذشته خود داشتند و در واقع می‌خواستند یک نوع خودباختگی فرهنگی را به مردم تفهیم کنند. به همین خاطر نقاشان عامی بدون تأثیرپذیری از نقاشی فرنگی و با حفظ رعایت اصول نقاشی سنتی ایران به تصویر نقل نقالانی روی آوردند که یادآور دلاوری‌ها و قهرمانی‌های ایرانیان بودند و رویه‌ای در پیش گرفتند تا بتوانند روحیه حماسی را با پیشینه تاریخی و دلاوری‌های این مرز و بوم در ذهن مردم جای دهند. با هدف جلوگیری از خودباختگی فرهنگی رایج در آن برهه از زمان بهترین اثر حماسی که می‌توانستند آن را الگوی روش کار خود قرار بدهند، شاهنامه فردوسی با مضامین حماسی آن بود. اگر چه نقاشی‌هایی که از داستان‌های شاهنامه از ابتدای دوره قاجار تا آغاز جنبش مشروطیت تصویر می‌شد به نقاشی قهوه‌خانه‌ای نزدیک بود ولی هنوز روح حماسه در آن‌ها تجلی نداشت؛ اما با ظهور مشروطه خواهی و مشروطیت در ایران روح حماسه طلبی در بین ایرانیان عهد قاجار جانی تازه گرفت و نقش نقاشان قهوه‌خانه‌ای که مضامین حماسی شاهنامه را بر تابلوی نقاشی کشیده بودند، بهتر احساس می‌شد. در این عهد نقاشانی با همان روحیه چون حسین قوللر آقاسی که از بین توده مردم برخاسته بود، توانست با بهره‌گیری از موضوعات شاهنامه، دلاوری‌ها و حماسه خواهی‌های اصیل ایران را به شیوه‌ای ترسیم نماید که هم کمترین بهره از عناصر فرنگی، در کارش دیده شود و هم با رعایت اصول نقاشی سنتی ایران که بیشتر از خیال خود برای نقاشی بهره می‌گرفتند، به ترسیم دلاورانی چون رستم و سهراب، نبرد رستم و اشکبوس و… با چهره و سبک سنتی ایران بپردازد.

## دسته‌بندی موضوعی
این شیوهٔ نقاشی را از دید موضوع کلی می‌توان به دو دسته تقسیم کرد:
- نقاشی‌های مذهبی:

نقاشی‌های مذهبی مجموعه‌ای از چهره‌های پیشوایان و بزرگان دین و مذهب و صحنه‌هایی از جنگ‌ها و نبردهای معروف پیامبر اسلام و علی ابن ابی‌طالب و رویدادهای کربلا را شامل می‌شود.
- نقاشی‌های ملی:

نقاشی‌های ملی شامل مجموعه‌ای بزرگ از داستان‌های رزمی و بزمی ایرانی است که به رویدادها و اتفاقات اسطوره ای، حماسی، تاریخی و چهره‌هایی از شاهان و قهرمانان شاهنامه (چون رستم و سیاوش) و صحنه‌هایی از میدان‌های نبرد و عرصه‌های عشق‌ورزی و دلدادگی قهرمانان و بزم‌گاه‌های شاهان است.

## نگارگران معاصر
از استادان نگارگری قهوه‌خانه‌ای در روزگار معاصر می‌توان به علی‌اکبر لرنی، محمد فراهانی، محمد رضا حسینی و منصور وفایی اشاره داشت.
از پرکارترین نگارگران سبک قهوه‌خانه‌ای می‌توان به منصور وفایی، عضو امنای بنیاد فردوسی اشاره داشت، وی همکاری با شرکت هنری یونیورسال فاین‌آرتز کمپانی برای تهیه بیش از ۳۰۰ تابلوی نگارگری و تصویرگری داستان رستم و سهراب در قالب ۱۲ تابلو برای کانون پرورش فکری کودکان و نوجوانان و هم‌چنین تصویرگری روی پنج جلد تصحیح شاهنامهٔ فردوسی نسخهٔ فلورانس به قلم دکتر عزیزاله جوینی با همکاری نشر دانشگاه تهران و آفرینش ۶۰ تابلو به ابعاد ۲۰۰*۱۵۰ سانتی‌متر با موضوع داستان‌های شاهنامه از آغاز دوره اساطیری تا پایان دوره پهلوانی را در کارنامهٔ خود دارد. وی چندین بار از سوی بنیاد فردوسی در نمایشگاه‌های اختصاصی‌اش در جشنواره‌ها و کنگره‌های جهانی فردوسی مورد ستایش قرار گرفته‌است.

## وضعیت کنونی
وضعیت نگارگری قهوه‌خانه‌ای در ایران در معرض خطر است و هیچ گونه پشتیبانی از آن، چه در سطح ملی و چه در سطح بین‌المللی صورت نپذیرفته‌است.
گویاترین مطالب در این زمینه شاید وصیتی باشد که علی‌اکبر لرنی از وضعیت این هنر سنتی ایرانی بیان کرده‌است:
خواسته‌ها و آرزوهای نگارگران قهوه‌خانه‌ای برای انتقال هنر نگارگری قهوه‌خانه‌ای به علاقه‌مندان این هنر مربوط به زمانی بود که هنوز توانایی کار کردن داشتیم، نه اکنون. چند نگارگر بازماندهٔ این سبک حدود ۴۰ سال است که دست به قلم هستیم و کار می‌کنیم و از ۲۵ سال پیش تاکنون بارها درخواست کردیم که مکانی را به این هنر اختصاص دهند تا همان گونه که ما به روش استاد و شاگردی نگارگری قهوه‌خانه‌ای را یادگرفتیم به همان روش هم آموخته‌های‌مان را بتوانیم به نسل جوانی که عاشق این هنر هستند، انتقال دهیم اما این خواسته را بارها تکرار کردیم و تنها خودمان آن‌ها را شنیدیم.»